# بيدرو بوستوس
بيدرو بوستوس (بالإسبانية: Pedro Bustos) مواليد سنة 1927 ، هو لاعب كرة سلة أرجنتيني سابق. مثّل منتخب الأرجنتين لكرة السلة وحقق معه بطولة كأس العالم لكرة السلة في سنة 1950.

## روابط خارجية
- بيدرو بوستوس على موقع الاتحاد الدولي لكرة السلة (الإنجليزية)